# كريس جنت
كريس جنت (بالإنجليزية: Chris Jent)‏ مواليد 11 يناير 1970 في أورانج، هو لاعب كرة سلة محترف أمريكي معتزل تحول إلى التدريب بعد الاعتزال بدأ مسيرته الاحترافية في سنة 1992. يبلغ طوله 6 قدم 7 بوصة (2.0 م). اعتزل اللعب في 2001. حاليا هو مدرب مساعد في جامعة ولاية أوهايو. فاز كلاعب بلقب الرابطة الوطنية لكرة السلة مع هيوستن روكتس في موسم 1993–94.

## فرق لعب لها
- جوفينتوت بادالونا
- هيوستن روكتس
- نيويورك نيكس

## روابط خارجية
- كريس جنت على موقع إن بي أي (الإنجليزية)
- كريس جنت على موقع سبورتس رفرنس (الإنجليزية)
- كريس جنت على موقع الدوري الإسباني لكرة السلة (الإسبانية)
- كريس جنت على موقع كرة السلة الأوروبية.كوم (الإنجليزية)
- كريس جنت على موقع كلية كرة السلة في سبورتس رفرنس.كوم (الإنجليزية)
- كريس جنت على موقع ريلجم (الإنجليزية)
- كريس جنت على موقع بروبوليرز (الإنجليزية)
- كريس جنت على موقع سبورتس رفرنس (الإنجليزية)
- كريس جنت على موقع سبورتس رفرنس (الإنجليزية)